# Arne Høyer
Arne Høyer (Struer, 9 de noviembre de 1928 – ídem, 2 de abril de 2010) es un deportista danés que compitió en piragüismo en la modalidad de aguas tranquilas.
Participó en los Juegos Olímpicos de Roma 1960, obteniendo una medalla de bronce en la prueba de K1 4 × 500 m.

## Palmarés internacional
| Juegos Olímpicos | Juegos Olímpicos | Juegos Olímpicos  | Juegos Olímpicos |
| Año              | Lugar            | Medalla           | Competición      |
| ---------------- | ---------------- | ----------------- | ---------------- |
| 1960             | Roma (Italia)    | Medalla de bronce | K1 4 × 500 m     |